# 慶應義塾志木高等学校
慶應義塾志木高等学校（けいおうぎじゅくしきこうとうがっこう、英: Keio Shiki Senior High School）は、埼玉県志木市本町に所在する私立男子高等学校。
慶應義塾大学と連携し高大一貫教育を行っている。
略称は、学外では「慶應志木」であるが、塾内では単に「志木高」（しきこう）と呼ばれる。

## 概説
1948年（昭和23年）に発足した慶應義塾農業高等学校を前身とする。10万m2にわたる校地には、暗渠の野火止用水が横断し、道路をはさんで隣接する「慶応ふれあいの森」もかつては校地で、旧寄宿舎（有隣寮、高翔寮、1990年閉寮）があった。広大な敷地の中には、300メートルトラック、サッカー兼ホッケー場、バレーコート、ラグビー場、軟式テニスコートなどの運動場の他、500種類以上の植物が見られる森林や小規模な農地もある。
本校での教育は「受験のためでなく自分のため」とされ、教員も「半学半教」を旨とする。特徴的なカリキュラムとして、「総合的な学習の時間」では24の言語を学べる「語学課外講座」が用意されている。校内の自然環境を一般に公開する「自然観察会」、地震観測といった活動もある。音楽や美術など、芸術系科目の教育も充実している。
慶應義塾大学と連携して高大一貫教育を行っている。慶應義塾が設置、運営する中学校のうち慶應義塾中等部、慶應義塾普通部からも本人、保護者の希望により進学でき、毎年計20名程度の進学がある。

## 沿革

### 略歴

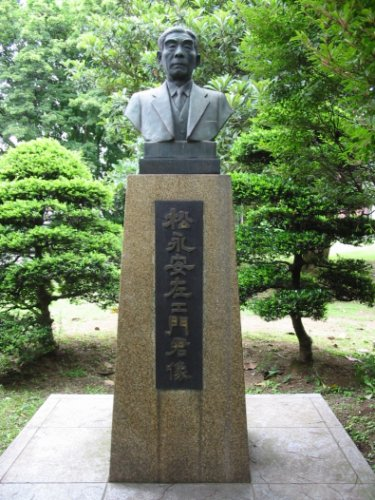
松永安左ェ門君像

1944年、慶大日吉キャンパス内に慶應義塾獣医畜産専門学校が開設された。当初は大学農学部を置く予定であったが、戦時下での政府の方針などから専門学校に縮小された経緯がある。戦後、アメリカ軍により日吉キャンパスが接収された時期があり、川崎市蟹ケ谷の旧海軍東京通信隊の施設を借用して授業を再開したが、1947年に塾員の松永安左エ門から東邦電力東邦産業研究所跡地の寄贈を受けて移転した。1948年、学制改革により慶應義塾農業高等学校へ転換、1957年に普通科高校へ転換し、系列大学への無試験進学が認められた。

### 年表
- 1944年 慶應義塾の大学農学部を設置しようとするが、戦時下での政府の方針により慶應義塾獣医畜産専門学校設立（日吉）
- 1945年 川崎市蟹ケ谷に移転
- 1947年 東邦電力の東邦産業研究所敷地を松永安左エ門が慶應義塾に寄贈
- 1948年 慶應義塾農業高等学校が開校
- 1957年 普通科高校に転換し、慶應義塾大学と高大一貫教育を開始
- 2001年 メディア棟、新・去来舎竣工
- 2021年 75周年事業として、ホール等の建設のための募金を開始

## 環境

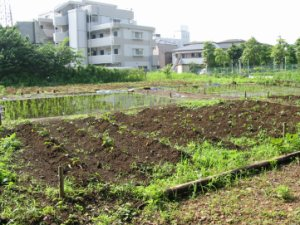
校内の畑と田んぼ

校内の敷地は広大（32529坪）で、武蔵野の面影を伝える樹林や竹林があり、埼玉県の準絶滅危惧種であるカタクリが生育するなど植生が豊かである。校内には池が3か所、水田が1か所あり、ヒキガエル、アマガエル、カルガモなどが繁殖している。池の周辺では、カルガモの雛を狙うアオダイショウの姿もよく観察される。まれにタヌキ、モグラなども見かける。学校周辺は完全に市街地化しているため、校内のタヌキは遺存的な個体群であり、貴重なものである。自然度が高いためオオスズメバチが生息しており、近年駆除を行ったが未だに校内でよく見られる。志木市天然記念物に指定されているチョウショウインハタザクラ（長勝院旗桜）が敷地内に植樹されている。
近年、生物部が飼育していたモリアオガエルが逸出し、野生化するという事案が発生した。同種は一時的に校内の環境に適応、繁殖も確認されたが、数年で絶滅したとみられている。また、これにより元来生息していたニホンアマガエルが絶滅に追い込まれ、構内に生息するカエルはアズマヒキガエル一種のみとなった。
農業高等学校時代の名残から、校内に作られた畑で耕作授業も行われている。このような恵まれた自然環境は本校の特徴の一つである（生徒1人あたりの敷地面積は他の高校と比べて非常に広い）。
農業高校時代に農地だった土地は現在グラウンドとして活用されている。以前は野火止用水が流れていたが、現在は暗渠化されている。現在の敷地面積は農業高校時代と比べ、半分ほどに減っている（慶應義塾の財政難の対策として所有地を売却したため）。

## 教育方針・目的

### 教育方針
慶應義塾の創設者である福澤諭吉による「慶應義塾の目的」（演説の一節をのちに抜き書きしたもの）、「独立自尊」の精神に基づき、志木高ではさらに以下の四つを教育目標に掲げている。
- 塾生としての誇りを持たせること
- 基礎的な学問の習得
- 個性と能力をのばす教育
- 健康を積極的に増進させること

### 目的
生徒手帳の1頁目には、「慶應義塾の目的」が載っている。
慶應義塾は単に一所の学塾として
自から甘んずるを得ず其目的は我日本国中に
於ける気品の泉源智徳の模範たらんこと
を期し之を実際にしては居家処世立国の
本旨を明にして之を口に言ふのみにあらず躬行
実践以て全社会の先導者たらんことを欲する
ものなり 以上は曾て人に語りし所の一節なり 福澤諭吉書

## 教育

### 教育課程
内部進学者（慶應義塾中等部、慶應義塾普通部、例年計約20名）と入試を経て進学する者（外部入学者約230名）とは第1学年から混合クラスを編成する。
2学年時の「総合的な学習の時間」では、言語や民族そして文化や歴史などに関する24の講座がある。
2学年時と3学年時の語学課外講座では以下の24の言語と文化が学べ、その言語を母語とする講師を招く例もある。

### 語学課外講座として開講されている言語
- アイヌ語
- アラビア語
- イタリア語
- インド語
- インドネシア語
- 古典ギリシア語
- スペイン語
- スワヒリ語

- タイ語
- 韓国語
- 中国語
- ドイツ語
- トルコ語
- ビルマ語
- フィンランド語[4]
- フランス語

- ベトナム語
- ヘブライ語
- ペルシア語
- ポルトガル語
- モンゴル語
- 古典ラテン語
- 琉球（沖縄）語
- ロシア語

### 進級・卒業
1期制だが、第1回定期試験の6月末までを「1期」、第2回定期試験の11月初めまでを「2期」、第3回定期試験の2月末までを「3期」と呼んでいる。各科目の成績は3 - 10の8段階評価でなされる。1と2は用いられない。留年の基準として、評定平均が6を下回る場合または3を1.0、4を0.5として、それらの合計が各学年の成績算出時に2.5を超える場合には留年となるが、恩赦により仮進級処分となることもある。留年は各学年で1度だけが許される（したがって、最長で6年間在籍可能）。2度続けて留年になると学則により退学となる。

## 進路
卒業すれば全員が学校長から慶應義塾大学への推薦を受けられるが、他大学を受験する場合は、慶應義塾大学への推薦を辞退しなければならない。在学中の成績・出欠状況を考慮した上で、各学部毎に設けられた定員に従って決定される。
理工学部、医学部、薬学部のいずれかに進学するためには、2年および3年次の必修選択科目で化学・物理を選択することの他に、3年次での自由選択科目で定められた理系科目（理工学部、薬学部と医学部では多少異なる）を選択することが必要である。
卒業生の殆どが慶應義塾大学の各学部へ進学している。
| 卒業年度 | 文 | 経 | 法 | 商 | 医 | 理 | 総 | 環 | 看 | 薬 | 他 | 卒業生 |
| -------- | -- | -- | -- | -- | -- | -- | -- | -- | -- | -- | -- | ------ |
| 2023年度 | 10 | 80 | 74 | 18 | 7  | 40 | 1  | 3  | 0  | 1  | 1  | 235    |
| 2022年度 | 13 | 80 | 74 | 20 | 7  | 33 | 2  | 5  | 0  | 0  | 3  | 237    |
| 2021年度 | 12 | 79 | 74 | 21 | 5  | 39 | 1  | 9  | 0  | 1  | 2  | 243    |
| 2020年度 | 13 | 80 | 74 | 19 | 7  | 50 | 4  | 5  | 0  | 0  | 3  | 255    |
| 2019年度 | 25 | 80 | 74 | 22 | 7  | 33 | 3  | 9  | 0  | 1  | 2  | 256    |
| 2018年度 | 18 | 73 | 74 | 30 | 7  | 37 | 1  | 0  | 0  | 2  | 1  | 243    |
| 2017年度 | 16 | 80 | 74 | 61 | 8  | 27 | 1  | 2  | 0  | 3  | 3  | 275    |
| 2016年度 | 14 | 80 | 74 | 59 | 8  | 34 | 2  | 4  | 0  | 2  | 2  | 279    |
| 2015年度 | 13 | 80 | 74 | 38 | 7  | 28 | 0  | 1  | 0  | 4  | 5  | 250    |
| 2014年度 | 12 | 96 | 80 | 35 | 7  | 44 | 3  | 8  | 0  | 6  | 1  | 292    |
| 2013年度 | 8  | 72 | 73 | 11 | 7  | 42 | 1  | 5  | 0  | 2  | 6  | 227    |
| 2012年度 | 12 | 80 | 78 | 29 | 7  | 33 | 1  | 2  | 1  | 3  | 2  | 248    |
| 2011年度 | 8  | 80 | 77 | 41 | 7  | 35 | 2  | 4  | 0  | 1  | 4  | 259    |
| 2010年度 | 6  | 80 | 76 | 30 | 7  | 34 | 2  | 4  | 0  | 1  | 4  | 244    |
| 2009年度 | 11 | 80 | 68 | 53 | 7  | 40 | 1  | 6  | 0  | 2  | 4  | 272    |
| 2008年度 | 18 | 80 | 70 | 31 | 7  | 36 | 1  | 6  | 0  | 1  | 9  | 259    |
| 2007年度 | 15 | 80 | 70 | 21 | 6  | 41 | 1  | 10 | 0  | 3  | 4  | 251    |
| 2006年度 | 16 | 80 | 70 | 23 | 6  | 42 | 2  | 5  | 0  | ※  | 2  | 246    |

※薬学部は2008年4月に開設

## 象徴
施設
校門前の校舎に続く白い斜路、大きな敷地が象徴となっている。
校歌
独自の校歌はないが、『慶應義塾塾歌』がこれに相当する。入学式などの式典時に斉唱する。
マーク
「ペンマーク」と呼ばれる、2つのペンを交差した慶應義塾共通のマークである。「ペンは剣よりも強し」を表現している。学生証、学生服のボタンなど様々に用いられる。
スクールカラー
塾旗に由来する青赤青の横縞の並びである。学校で販売される慶應義塾オリジナルの詰襟制服の袖裏地には、この縞模様がデザインされている。詰襟であればボタンを付け替えることで一般的なものも使用が認められる。

## 入試
慶應義塾が設置・運営する一貫教育中学校のうち、慶應義塾中等部の男子と慶應義塾普通部の卒業生は本人・保護者の希望により慶應義塾志木高等学校に進学できる。志木高への進学は例年計20名程度である。
外部の中学校からの入試として、以下がある。
- 一般・帰国生入試（約190名）
- 自己推薦入試（約40名）

一般入試と帰国生入試の第1次試験の筆記試験は2月上旬に一緒に行われる。第1次試験の筆記試験では、国語・数学・英語の3教科で合否判定される。その第1次試験の合格者は次の日の第2次試験の面接に進み、最終的な合否が決まる。

## アクセス
- 東武東上線志木駅 徒歩約7分

## 旧寄宿舎
かつては自宅からの距離が遠いため通学困難な生徒のために寄宿舎（有隣寮、高翔寮）が併設されていた。有隣寮は1962年、高翔寮は1964年に完成。慶應義塾の一貫教育校で唯一寮を持つ高校であったが、当時通学生の比率の方が高く、公共交通機関が発展してきたため、年々入寮者が減少、1987年度の新入生を最後として募集を終了し、1990年に閉鎖された。

### 旧寄宿舎寮跡地の売却問題
道路を挟んで旧寄宿舎のあった敷地は、2002年頃大手不動産に売却された。旧寄宿舎の周囲は野火止用水が与えた広大な樹林の流れを汲む森であり、この地域に暮らす市民の耳に届いたのは2002年盛夏の頃であった。
志木市大原地区の市民は「慶応高校の緑に想いを寄せる会」を設立。開発業者と志木市に要請するための署名を集め、一万人以上の署名を集めた要請書を志木市長に提出、開発業者に対しては直接市民が開発計画に参画することを要請した。同年12月11日には市民、志木市、開発業者の三者協議の会が発足した。
協議は毎週行われ、マスタープランを完成するにあたり、「緑のワークショップ」を聞くなどのプロセスが取り入れられた。三者協議は5回にも及び、その結果、敷地内に充分なパブリックスペースを確保し、北側・西側の斜面林は一体となって保存する方向となった。
しかし、跡地北側、東側の反対陳情書により、道路に面した南側に建設され、地上14階建ての建物は空を覆う形となり、すでに道路で隔てられていたとはいえ、森林の連続性がさらに失われた。志木市市民プレス第8号では、文末に「志木市の「緑のまちづくり」の重要な拠点だった現地を、もっと早く開発の規制をしておくべきだった。志木市と慶応義塾に対して、その無念の思いはつのる。」としめくくっている。
残された北側・西側の斜面林は「けいおうふれあいの森」として協定緑地となっており、かつての野火止用水も緑地のへりを通過している。

## 年間行事
- 4月
  - 入学式
  - 新入生歓迎会
  - クラスマッチ
- 5月
  - 研修旅行（一年生）
- 7月
  - 志木演説会
- 8月
  - 志木の森ツアー（自由参加）
- 10月
  - 研修旅行（二年生）
  - 見学旅行（三年生）
  - BLS講習（一年生のみ）
  - 収穫祭（文化祭）※11月の場合もある
- 12月
  - マラソン大会
  - 志木演説会
- 3月
  - 卒業式
  - 志木の森ツアー（自由参加）

クラスマッチ
各クラスが何種目かの球技で優勝を競う。球技大会。しかし、雨天の場合などには中止、もしくは大幅な規模縮小で行われる。行われるのはドッジボール、バレーボール、サッカー、ソフトボール、バスケットボール、ソフトテニス、卓球などである。
研修旅行・見学旅行
本校では毎年国内旅行を実施する。1年生と2年生は研修旅行、3年生は見学旅行に行く。
研修旅行
校外へ赴き、総合的な学習や様々な科目（理科が中心だが、他に芸術や体育の研修もある）の学習を行う。行き先は1年生は例年箱根方面、2年生は2006年度は新潟方面である。
見学旅行
他校でいうところの修学旅行に相当する。研修旅行と異なり、あくまで観光目的である（レポートなどはない）。2008年度の行き先は北海道である。
志木演説会
年2回、さまざまな分野の専門家の講演が行われる。『三田演説会』に倣ったもの。2009年には茂木健一郎、2010年には松岡修造が講演を行った。
志木の森ツアー
林業三田会所属の本校11期卒業生、吉田善三郎より寄贈された三重県の山林（福澤記念育林会所有）に出かけ、林業体験の合宿生活を送る。植林活動やプロット調査が主な目的だが、カヌーや野外料理、サイクリングなどを通じて自然との触れ合いを体験する。
BLS講習
救急救命の講習会を受ける。BLS (Basic Life Support) 教育は慶應義塾全体で取り組んでいる活動である。
収穫祭（文化祭）
各クラスやクラブ、団体による展示や発表が行われ、毎年8000人ほどが来訪する。昔農業高等学校であった名残から現在も「収穫祭」と称する。通常、10月末から11月初めにかけた土・日の2日間で行われる。「収穫祭の歌」という歌がある（同校唯一のオリジナルソングでもある）。
マラソン大会
体育の一環として彩湖にて約10キロメートルのマラソンを行う。

## 部活動
系列の慶應義塾大学、慶應義塾高等学校、慶應義塾女子高等学校との合同練習が行われる部もある。以下の18の体育部と11の文化部がある。

### 体育部
- 硬式野球部
- 軟式野球部
- 競走部
- 卓球部
- 庭球部
- ソフトテニス部
- 端艇部
- ラグビー部
- バレーボール部
- ホッケー部
- サッカー部
- バスケットボール部
- 弓術部
- ゴルフ部
- 剣道部
- スキー部
- 水泳部
- 空手部

### 文化部
- 英語部
  - ESSパート
  - 軽音パート
- 生物部
- 天文部
- 新聞部
- マンドリンクラブ
- 器楽部
- 電子工学研究会
- 鉄道研究会
- 囲碁将棋部
- 美術部
- ワグネル・ソサィエティー男声合唱団

## 著名な関係者

### 出身者

#### 政界・官界・法曹界
- 逢沢一郎（衆議院議員）
- 高松智之（衆議院議員）
- 永田寿康（元衆議院議員）
- 和田政宗（参議院議員、元NHKアナウンサー）
- 小田野展丈（外交官）
- 山田重夫（外交官）
- 山口貴士（弁護士）
- 相川宗一（元さいたま市長）
- 市原健一（元つくば市長、医師）
- 梅田修一（久喜市長）

#### 実業
- 伊藤雅俊（味の素会長）
- 大川弘一（まぐまぐ社長）
- 潮田洋一郎（元LIXILグループ会長）
- 南宣之（東洋オリーブ代表取締役、大島造船所会長、ダイゾー会長兼社長）
- 三浦洋義（学校法人三浦学園学園長・理事長）
- 吉田俊介（競走馬生産者、サンデーレーシング代表、ノーザンファーム副代表）
- 馬場信治（東京個別指導学院創業者）
- 松田芳穂（自動車収集家、実業家）
- 佐俣アンリ（投資家、ベンチャーキャピタリスト）
- 青柳直樹（newmo代表取締役、元グリー取締役、元メルカリ日本事業責任者）

#### 学術・研究
- 塩澤修平（経済学者、慶應義塾大学名誉教授、東京国際大学元学長)
- 岡野栄之（医学者、慶應義塾大学医学部教授）
- 今井宏明（工学者、慶應義塾大学理工学部教授）
- 駒形哲哉（経済学者、慶應義塾大学経済学部教授）
- 塩原良和（社会学者、慶應義塾大学法学部教授)
- 加藤文俊（社会学者、慶應義塾大学環境情報学部教授）
- 浦田秀次郎（経済学者、早稲田大学名誉教授）
- 渡邊亮（工学者、早稲田大学理工学部教授）
- 森弘之（理論物理学者、東京都立大学理学部教授）
- 宮坂直史（国際政治学者、防衛大学校教授）
- 白波瀬丈一郎（医学者、精神科医）
- 橋本陽介（比較文学者、お茶の水女子大学准教授）
- 白鳥潤一郎（国際政治学者、放送大学教養学部准教授）

#### マスコミ
- 大河内惇（NHKアナウンサー）
- 大村和輝（NHKアナウンサー）
- 島田莉生（NHKアナウンサー）
- 野間脩平（元フジテレビアナウンサー）
- 松下賢次（元TBSアナウンサー）
- 吉澤一彦（元テレビ朝日アナウンサー）
- 清水俊輔（テレビ朝日アナウンサー）
- 植草朋樹（RKB毎日放送→テレビ東京アナウンサー）
- 板垣龍佑（仙台放送→テレビ東京アナウンサー）
- 濱田隼（名古屋テレビ放送アナウンサー)

#### 芸能・文化・スポーツ
- 石原裕次郎（俳優・歌手）※後に慶應義塾高等学校へ転校
- 岡浩也（子役俳優→精神科医）
- 島村美輝（俳優→幼児受験プランナー）
- 東川真之（俳優、プロデューサー、実業家）
- 高嶋宏行（俳優）
- 萩田光雄（作曲家、編曲家）
- 西平彰（作曲家、編曲家）
- 櫻井哲夫（ベーシスト、元カシオペア）
- 沼澤尚（ドラマー）
- 吉川忠英（シンガーソングライター・ギタリスト・作曲家・編曲家）
- 黒澤直也（作詞家、作曲家、編曲家、プロデューサー、アールディーミュージック代表取締役）
- 木皿陽平（アニメプロデューサー、音楽プロデューサー）
- 後藤裕之（ゲームクリエイター）
- 三田完（小説家）
- 田中真知（作家、翻訳家、サイエンスライター）
- ジャン・ユンカーマン（映画監督）
- 岩名雅記（舞踏家、映像作家）
- エムナマエ（画家）
- 白鳥翔（プロ雀士）※中等部から
- 醍醐大（プロ雀士）※中等部から
- 村田毅（ラグビー選手）
- 佐々木大樹（レーシングドライバー）
- 北原大翔（心臓外科医）
- 金子玲介（小説家）

### 教職員
- 井田良（元校長）
- 峰岸純夫（元教諭）
- 橋本陽介（元非常勤講師）

## その他
- 本校正門前の車道は「慶應通り」と名付けられている。
- 東京六大学リーグの慶早戦の初戦は、1年生は球場で応援することが学年行事として設定されている。

## 関連書籍
- 慶應義塾 編『慶應義塾豆百科』慶應義塾大学出版会、1996年
- 慶應志木会『慶應志木会会報』vol.12、1994年